# I familiari delle vittime non saranno avvertiti
I familiari delle vittime non saranno avvertiti è un film italiano del 1972 diretto da Alberto De Martino.

## Trama
Antonio, figlio di un mafioso pentito assassinato dalla mafia, deciso a vendicare la morte del padre, con uno stratagemma riesce a infiltrarsi nella famiglia palermitana di Don Vincenzo, fino a diventare il suo braccio destro e l'amante della nipote Monica.
Quando iniziano i contrasti con il boss, Antonio riunisce tutti i capi mafia e riesce ad ottenere l'appoggio e l'autorizzazione di uccidere Don Vincenzo, ormai vecchio e malato di potere, ma subito dopo aver portato a termine la missione è lui a finire nel mirino dei mafiosi.

## Distribuzione
Il film è stato distribuito nel circuito cinematografico italiano l'8 agosto 1972.
Negli Stati Uniti è uscito nel 1975 con il titolo Crime Boss.

## Accoglienza
Il film ha incassato complessivamente 498.812.000 lire dell'epoca.